# 滑音 (语言学)
滑音（英語：glide）是指在复元音中，发音器官从一个发音动作平滑移动到另一个发音动作所产生的音段。
滑音一词可指任何类型的过渡音，而不一定是半元音。但滑音有时也被看作是半元音的同义词。

## 特点
在发音动作的平滑移动过程中，时长较长、音质稳定的音段称为主元音；时长较短、音质不稳定的称为滑音。根据在主元音前或后的位置，滑音分为前滑音、后滑音。例如，北京话“笑”[ɕiau51]，[a]是主元音，[i]在主元音[a]前，叫前滑音；[u]在主元音[a]后，叫后滑音。在汉语的音节结构里，一个音节分为声母和韵母，韵母再分为韵头，韵腹和韵尾。其中，主元音是韵腹，滑音充当韵头或韵尾。滑音在英语里一般记为[j]或[w]，例如“yes”（对）、“win”（赢）中的“y”和“w”的发音分别是滑音[j]和[w]。

## 延伸阅读
- 半元音
- 近音